# كارولين جودمان
كارولين جودمان (كان اسمها الأصلي كارولين جولدمارك)، وُلدت في 25 مارس 1939، هي سياسية أمريكية وتشغل منصب عمدة مدينة لاس فيغاس في ولاية نيفادا منذ عام 2011. هي ثاني امرأة تتولى رئاسة بلدية لاس فيغاس ومتزوجة من العمدة السابق والمحامي أوسكار غودمان. تعتبر مؤسِّسة ورئيسة مدرسة "ذا ميدوز" وتحمل لقب الرئيسة والأمينة الفخرية للمدرسة.

## تعليم
ولدت كارولين غودمان في مدينة نيويورك في عام 1939 لعائلة يهودية، ودرست في مدرسة بريلي، ثم حصلت على درجة البكالوريوس في علم الأنثروبولوجيا من كلية برين ماور في عام 1961. هاجرت هي وزوجها أوسكار غودمان إلى لاس فيغاس من فيلادلفيا في عام 1964. تخرجت من جامعة نيفادا، لاس فيغاس في عام 1973 بدرجة الماجستير في التوجيه.

## حياة مهنية
كارولين غودمان (المعروفة سابقًا باسم كارولين جولدمارك)، وُلدت في نيويورك سيتي في عام 1939 لعائلة يهودية، حازت على جائزة التزام بالتعليم لعام 2009 من جانب الجمعية المتحدة في جنوب نيفادا. قامت بتأسيس وترأست مدرسة "ذا ميدوز"، وهي أمينة فخرية للمدرسة.
في 7 يونيو 2011، انتُخِبت غودمان عمدة لاس فيغاس بنسبة 60٪ من الأصوات في انتخابات إعادة التصويت ضد كريس جيونشيلياني، وتولت المنصب في 6 يوليو 2011. تمت إعادة انتخابها في عام 2015 بنجاح، وفي أبريل 2019 تمت إعادة انتخابها لولاية ثالثة (وآخر ولاية بسبب حدود المدة) بنسبة 83.5٪ من الأصوات.
تحت قيادتها كعمدة، قامت غودمان بتعزيز لاس فيغاس كموطن للفرق الرياضية المحترفة، حيث بدأت فرقة "فيغاس غولدن نايتس" في اللعب في الدوري الوطني للهوكي (NHL) في موسم 2017-2018، وفريق "أوكلاند رايدرز" في الدوري الوطني لكرة القدم الأمريكية (NFL) انتقل إلى لاس فيغاس في عام 2020 للعب في "أليجيانت ستاديوم". كما حاولت غودمان جلب فريق كرة القدم إلى لاس فيغاس عدة مرات، بما في ذلك محاولات للحصول على فريق للدوري الرئيسي لكرة القدم (MLS)، وفي النهاية نجحت في الحصول على فريق في الدوري المحترف الثاني، وهو فريق "لاس فيغاس لايتس" في دوري السوكر المتحد (USL)، الذي بدأ اللعب في عام 2018.
غودمان لم تعد مؤهلة للترشح لولاية جديدة بسبب حدود المدة. في عام 2019، تم تمديد ولايتها النهائية سنة إضافية بموجب قانون ولاية نيفادا الذي نقل جميع الانتخابات البلدية التي تُعقد في السنوات الغير زوجية إلى السنوات الزوجية، مما يعني أن ولايتها ستنتهي في عام 2024.
في 22 و 23 أبريل 2020، أثناء مقابلات مع كاتي تور على MSNBC وأندرسون كوبر على CNN خلال جائحة كوفيد-19، أعلنت غودمان أنها ترغب في إعادة فتح الكازينوهات والفنادق في لاس فيغاس. عندما طُرحت عليها أسئلة حول الإجراءات الضرورية لضمان سلامة الزوار، قالت إن ذلك ليس من مسؤوليتها ويرجى تركه للشركات. أثناء المقابلة مع كوبر، شككت غودمان في تأثير التباعد الاجتماعي، قائلة إن لاس فيغاس "قدمت نفسها لتكون مجموعة مراقبة" لاختبار ما سيحدث إذا تمت إعادة فتح الكازينوهات، ولكن تم تنصيحها بعدم ذلك "لأن الناس من جميع أنحاء جنوب نيفادا يأتون للعمل في المدينة". واقترحت أيضًا أن يكون التباعد الاجتماعي عرضة لاختبار البلاسيبو، قائلة: "نحن نحب أن نكون هذا العلاج الوهمي". عندما سألها كوبر ما إذا كانت على استعداد للذهاب إلى أحد الكازينوهات إذا تم فتحها قريبًا، أجابت: "أولًا وقبل كل شيء، لدي عائلة. أنا لا أقم بالمقامرة". تعرضت تصريحات غودمان لانتقادات واسعة ومواجهة رفضًا من قبل المسؤولين الآخرين. عارضت النائبة الفيدرالية دينا تيتوس من الدائرة الفيدرالية الأولى في ولاية نيفادا، والتي تضم شارع لاس فيغاس، تصريحات غودمان، قائلة إنه من الضروري أن نلتزم بنصائح العلماء بضرورة الابتعاد عن المنازل في أقصى الحالات لتمكين نجاح أعمال لاس فيغاس. وأضافت تيتوس: "العمدة لا تمثل طريق لاس فيغاس، حرفياً أو مجازياً". رفض حاكم ولاية نيفادا ستيف سيسولاك أيضًا، قائلاً: "لن أسمح لمواطني نيفادا، نيفادانز، أن يُستخدموا كمجموعة مراقبة، كبلاسيبو، أياً كانت كلمتها"، وأنه لن يسمح "بوضع العمال في موقف يتعين عليهم فيه أن يقرروا بين وظيفتهم وراتبهم وحياتهم. هذا ليس وضعًا عادلاً يجب وضعهم فيه".